# Quomodo quis suos in virtute sentiat profectus
Il Quomodo quis suos in virtute sentiat profectus (in greco antico: Πῶς ἄν τις αἴσθοιτο ἑαυτοῦ προκόπτοντος ἐπ᾿ ἀρετῇ?) è un trattato morale di Plutarco, catalogato all'interno dei Moralia.

## Struttura
L'opera critica la dottrina stoica secondo la quale il passaggio dal vizio alla virtù avverrebbe in modo improvviso e istantaneo, dato che la virtù è un qualcosa di indivisibile e assoluto e, finché non la si è pienamente conquistata, l’uomo resterebbe immerso in una sorta di vizio assoluto. Non sarebbe dunque possibile la percezione dei progressi che l’uomo compie via via seguendo i precetti e gli esercizi filosofici. 
La realtà, sostiene Plutarco, ne esce, così, alterata: è illogico che siano in preda al vizio assoluto tutti coloro che non abbiano ancora acquisito una saggezza autentica e salda, così come è insensato affermare che non vi sia percezione dei propri progressi in chi sta avanzando lungo la via del bene. L’esperienza dimostra il contrario: i primi segni sono la consapevolezza delle proprie debolezze e il non lasciarsi turbare e condizionare dai cattivi esempi, ma ci sono molte altre riprove, che Plutarco elenca minuziosamente. 

## Analisi
Il trattato è dedicato a Quinto Sosio Senecione, che ricoprì importanti incarichi politici e militari sotto Domiziano e Traianoː fu, infatti, questore in Acaia in un periodo imprecisabile tra l’85 e il 90, console ordinario nel 99, eroe della seconda guerra dacica, che gli valse un secondo consolato ordinario nel 107. Egli fu anche amico e protettore del giovane Adriano.